# Гранит-Фолс (тауншип, Миннесота)
Гранит-Фолс (англ. Granite Falls) — тауншип в округе Чиппева, Миннесота, США. На 2000 год его население составило 222 человека.

## География
По данным Бюро переписи населения США площадь тауншипа составляет 82,3 км², из которых 81,5 км² занимает суша, а 0,8 км² — вода (1,01 %).

## Демография
По данным переписи населения 2000 года здесь находились 222 человека, 88 домохозяйств и 68 семей.  Плотность населения —  2,7 чел./км².  На территории тауншипа расположено 95 построек со средней плотностью 1,2 построек на один квадратный километр. Расовый состав населения: 95,95 % белых, 0,45 % афроамериканцев, 2,70 % коренных американцев, 0,45 % азиатов и 0,45 % приходится на две или более других рас.
Из 88 домохозяйств в 26,1 % воспитывались дети до 18 лет, в 75,0 % проживали супружеские пары, в 2,3 % проживали незамужние женщины и в 21,6 % домохозяйств проживали несемейные люди. 19,3 % домохозяйств состояли из одного человека, при том 9,1 % из — одиноких пожилых людей старше 65 лет. Средний размер домохозяйства — 2,52, а семьи — 2,83 человека.
23,4 % населения — младше 18 лет, 3,2 % — в возрасте от 18 до 24 лет, 28,4 % — от 25 до 44, 25,2 % — от 45 до 64, и 19,8 % — старше 65 лет. Средний возраст — 42 года. На каждые 100 женщин приходилось 122,0 мужчин.  На каждые 100 женщин старше 18 приходилось 117,9 мужчин.
Средний годовой доход домохозяйства составлял 32 273 доллара, а средний годовой доход семьи —  54 167 долларов. Средний доход мужчин —  37 500  долларов, в то время как у женщин — 26 250. Доход на душу населения составил 20 762 доллара. За чертой бедности находились 4,0 % семей и 7,0 % всего населения тауншипа, из которых 9,1 % старше 65 лет.